# Анджел Мартіно
Анджел Мартіно (англ. Angel Martino, 25 квітня 1967) — американська плавчиня.
Олімпійська чемпіонка 1992, 1996 років.
Чемпіонка світу з плавання на короткій воді 1993 року.
Переможниця Пантихоокеанського чемпіонату з плавання 1987, 1991, 1993, 1995 років.
Переможниця Панамериканських ігор 1995 року.